# Graduale de tempore (Rps 3035 V)
Graduale de tempore – graduał z XV wieku pochodzący z klasztoru augustianów eremitów w Krakowie, przechowywany w Bibliotece Narodowej.
Kodeks powstał w 1493 w klasztorze augustianów eremitów w Krakowie. W XVIII w. znajdował się w bibliotece Tadeusza Czackiego (Bibliotece Poryckiej), a w XIX w. – w Cesarskiej Bibliotece Publicznej w Petersburgu. Obecnie manuskrypt znajduje się w zbiorach Biblioteki Narodowej pod sygnaturą Rps 3035 V (dawniejsze sygnatury to: 1205, Lat.F.v.I.86, BN akc. 4725, BN 4860 V). Kodeks dostępny jest online w bibliotece cyfrowej Polona.
Manuskrypt należy do bogato iluminowanych i wielkiego formatu ksiąg chórowych – graduałów. Księga wykonana jest na pergaminie. Jej wymiary to 65×43 cm. Liczba kart to 274 + I. Oprawa z deski w skórze pochodzi z 1598. Zdobienia stanowią inicjały figuralne lub historyczne, a także liczne inicjały filigranowe i kaligraficzne.

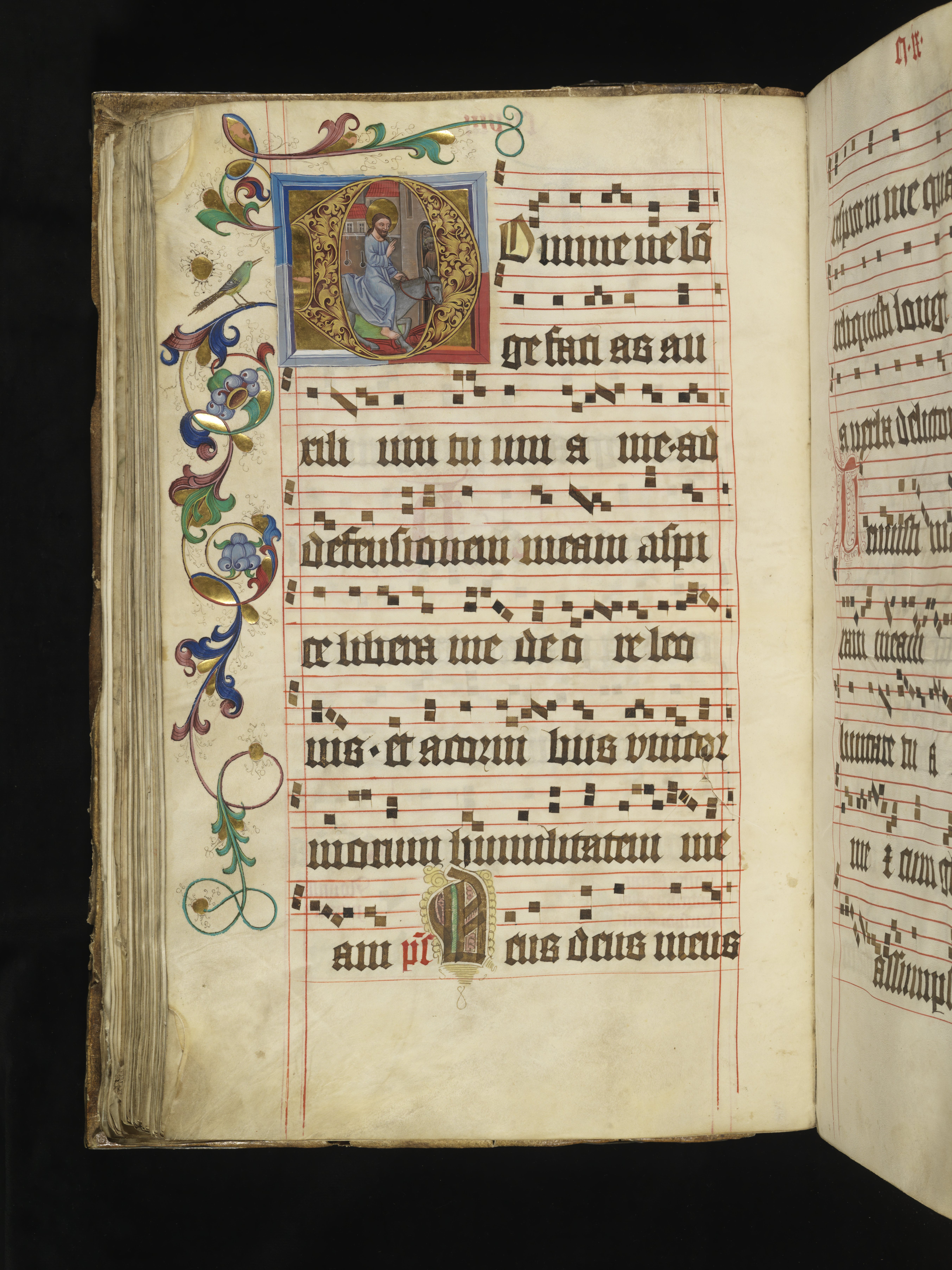
Karta z inicjałem figuralnym (123v)
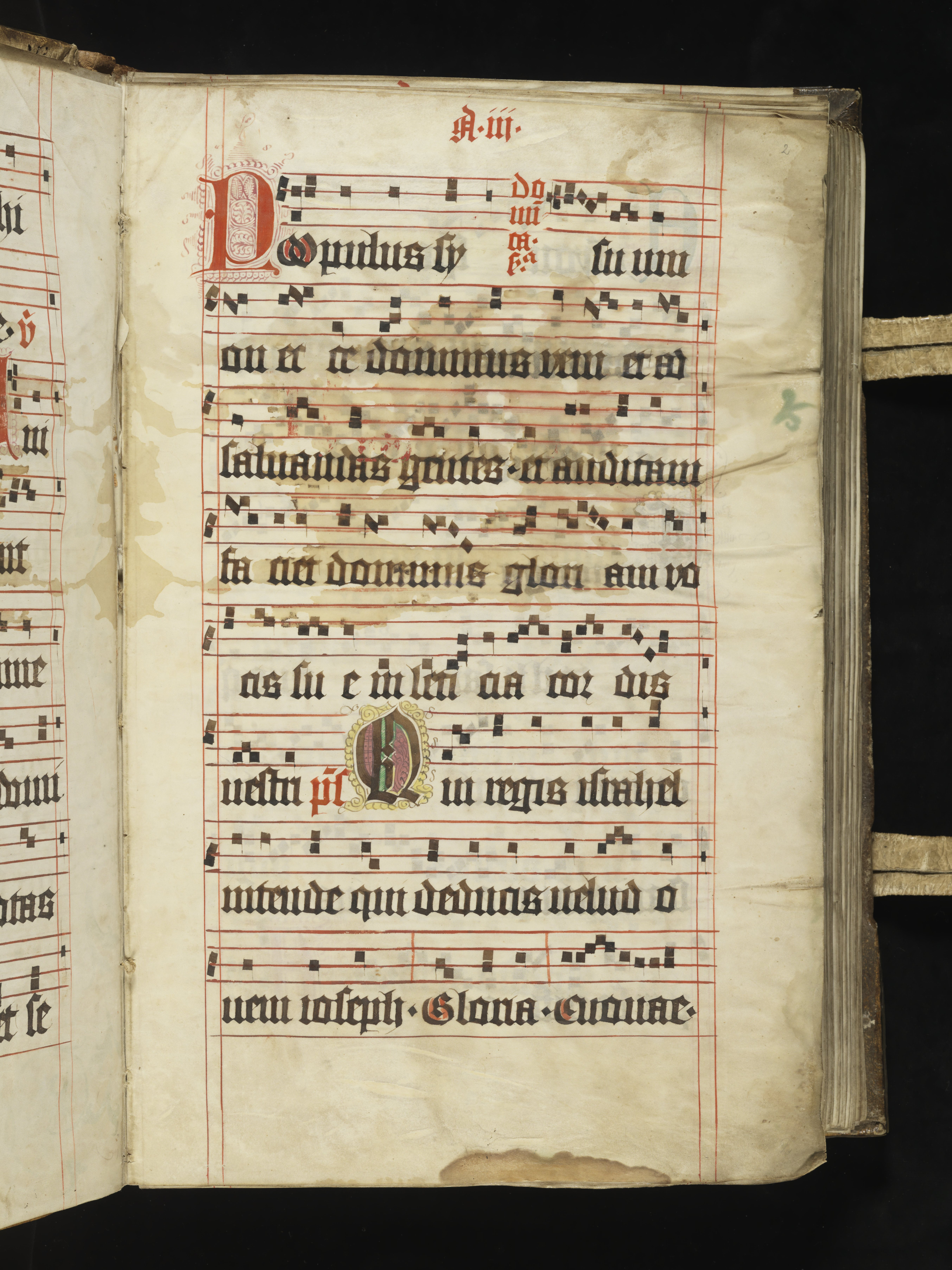
Karta z inicjałami (2r)
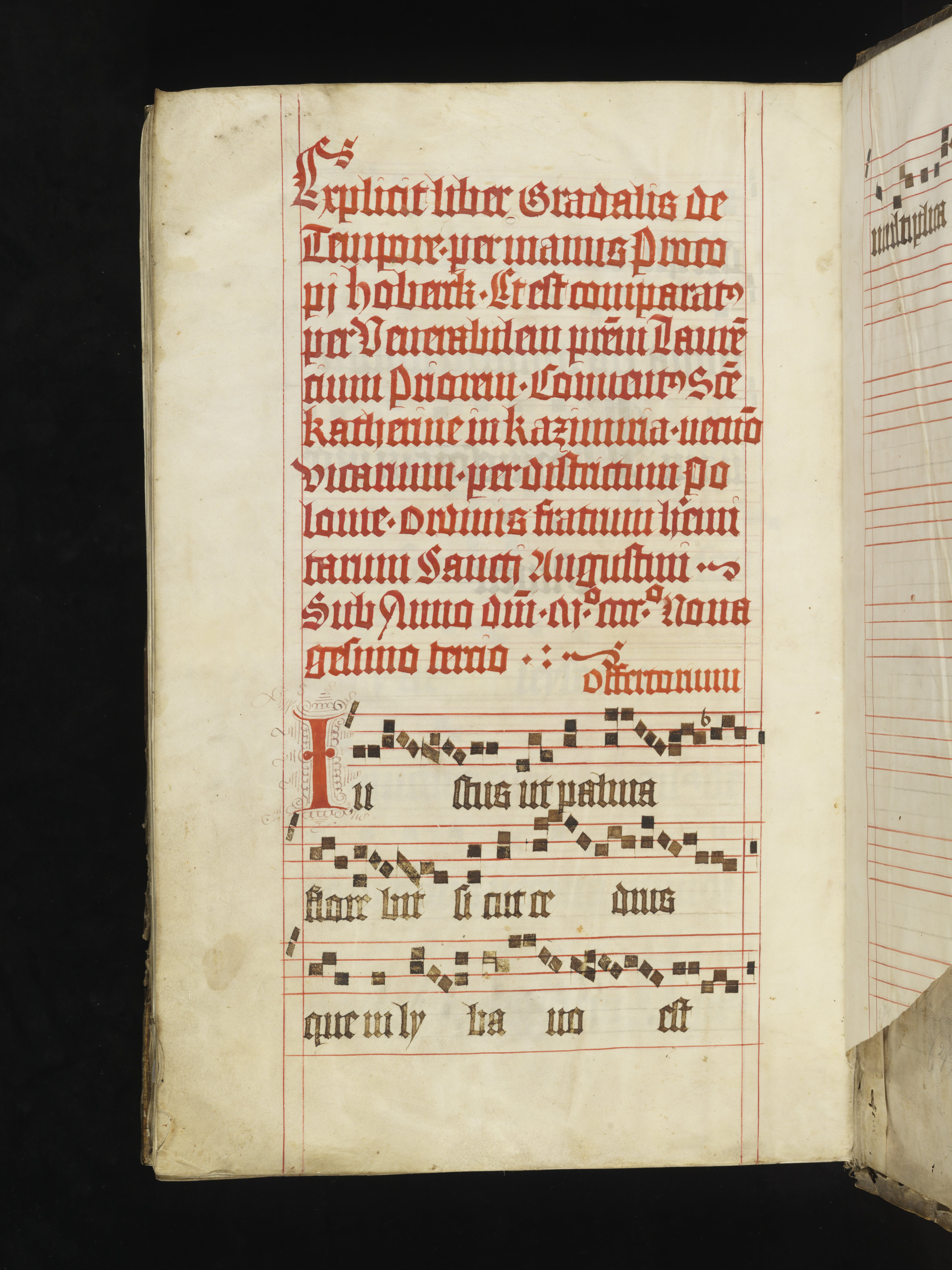
Ostatnia karta (273v)
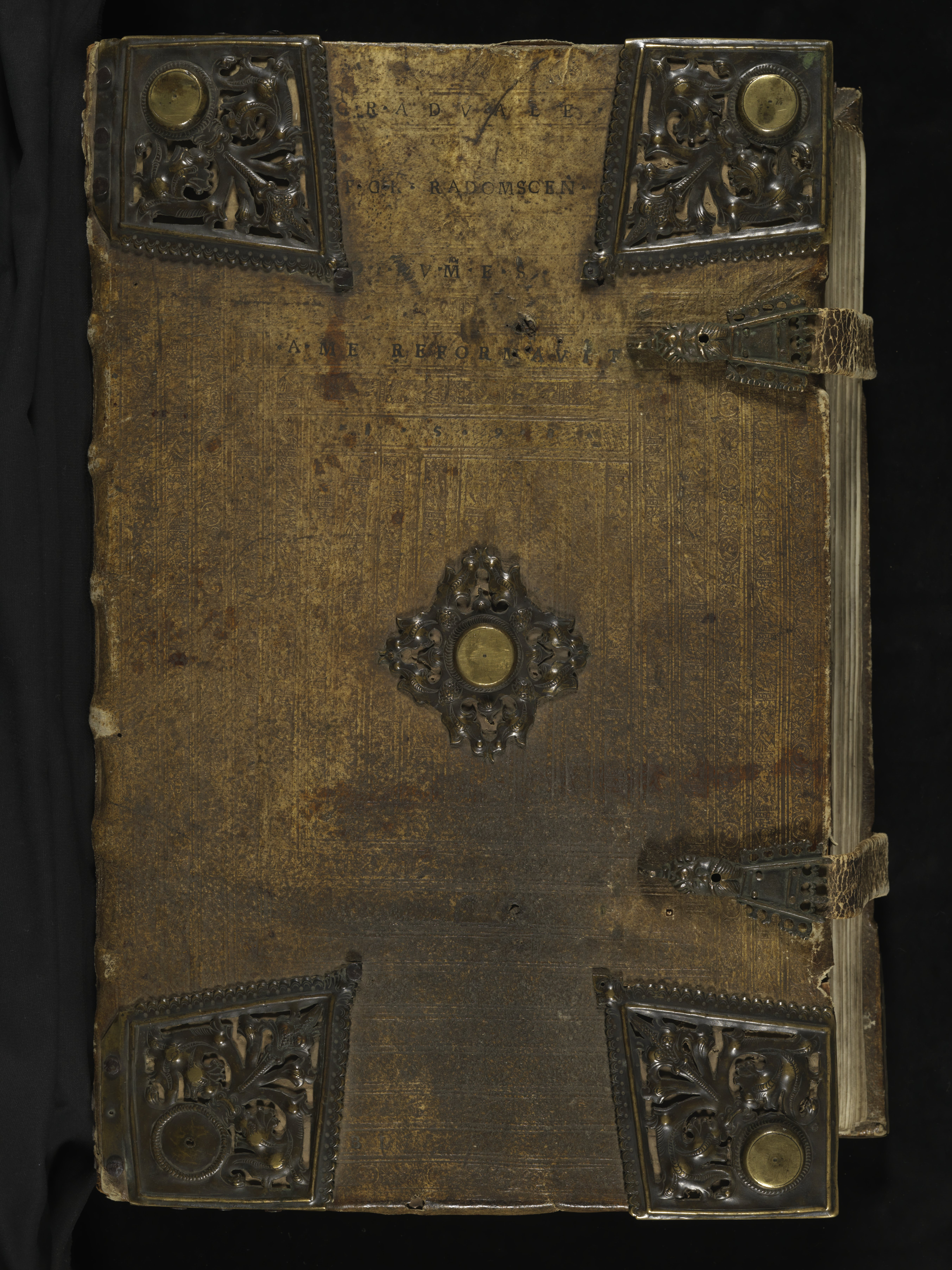
Oprawa